# Uncensored 2000
Uncensored 2000 fu un pay-per-view organizzato dalla federazione di wrestling World Championship Wrestling (WCW); si svolse il 19 marzo 2000 presso la American Airlines Arena di Miami.

## Descrizione
Al Lumberjack match tra Sting e The Total Package parteciparono a bordo ring: Jimmy Hart, Curt Hennig, Doug Dillinger, Fit Finlay, Brian Knobbs, Vampiro, Ron Harris, Don Harris, Stevie Ray, Big T e Hugh Morrus. Durante il match, Tank Abbott arrivò a bordo ring e colpì con un pugno in faccia Doug Dillinger. Ric Flair ed Elizabeth interferirono nell'incontro cercando di aggredire Sting, ma furono entrambi respinti da Jimmy Hart e Vampiro.
Nel doppio main event, durante l'incontro per il WCW World Heavyweight Championship, Sid Vicious difese il titolo contro Jeff Jarrett. Dopo che Jarrett colpì Sid con la sua chitarra, Hulk Hogan interruppe il conteggio dell'arbitro ed aggredì Jarrett. Scott Steiner, che non apapriva in televisione da circa due mesi, fece un ritorno a sorpresa assalendo Hogan. Giunse immediatamente Ric Flair e diede il via al previsto Yappapi Indian Strap match con Hogan. Alla fine fu Hogan a schienare Flair vincendo il match nonostante le interferenze esterne di Lex Luger.

## Risultati
| #  | Incontri | Stipulazioni                                           | Durata |
| -- | --- | ------------------------------------------------------ | ------ |
| 1  | The Artist (c) (con Paisley) ha sconfitto Psychosis (con Juventud Guerrera)                                             | Single match per il WCW Cruiserweight Championship     | 07:22  |
| 2  | Norman Smiley e The Demon hanno sconfitto Lenny Lane e Rave                                                             | Tag team match                                         | 03:41  |
| 3  | Bam Bam Bigelow ha sconfitto The Wall per squalifica                                                                    | Single match                                           | 03:26  |
| 4  | Brian Knobbs ha sconfitto 3 Count (Evan Karagias, Shannon Moore e Shane Helms) (c)                                      | Hardcore match                                         | 06:51  |
| 5  | Billy Kidman e Booker T (con Torrie Wilson) hanno sconfitto Harlem Heat 2000 (Big T e Stevie Ray) (con Cash e J. Biggs) | Tag team match                                         | 06:59  |
| 6  | Vampiro ha sconfitto Finlay                                                                                             | Falls count anywhere match                             | 08:38  |
| 7  | The Harris Brothers (Ron e Don) hanno sconfitto The Mamalukes (Big Vito e Johnny the Bull (c) (con Disco Inferno)       | Tag team match per il WCW World Tag Team Championship  | 08:45  |
| 8  | Dustin Rhodes ha sconfitto Terry Funk                                                                                   | Bullrope match                                         | 09:01  |
| 9  | Sting ha sconfitto The Total Package (con Elizabeth)                                                                    | Lumberjack match                                       | 07:01  |
| 10 | Sid Vicious (c) ha sconfitto Jeff Jarrett                                                                               | Single match per il WCW World Heavyweight Championship | 07:36  |
| 11 | Hulk Hogan ha sconfitto Ric Flair                                                                                       | Yappapi indian strap match                             | 14:28  |